# Wasilij Siergijenko
Wasilij Timofiejewicz Siergijenko (ros. Василий Тимофеевич Сергиенко; ur. 31 mar.?/13 kwietnia 1903 w Wołczansku, zm. w styczniu 1982 w Kijowie) – funkcjonariusz radzieckich organów bezpieczeństwa państwowego, generał porucznik, ludowy komisarz spraw wewnętrznych Ukraińskiej SRR (1941-1943).

## Życiorys
Ukrainiec, w 1913 ukończył szkołę podstawową w Charkowie. Pracował w różnych fabrykach. W latach 1919–1922 uczestniczył w rozkułaczaniu Kozaków kubańskich w stanicy Nowo-Titarowskaja. W 1924 ukończył wyższą szkołę Armii Czerwonej, po czym wstąpił do Komsomołu, zaś na pocz. 1927 do Wszechzwiązkowej Partii Komunistycznej (bolszewików). W tym czasie objął na krótko funkcję sekretarza zakładów spirytusowych w Mariupolu. Od lipca 1927 służył w OGPU. Od lute 1928 pełnił funkcję zastępcy pełnomocnego przedstawiciela OGPU Ukraińskiej SRR, od 1929 pełnomocnego przedstawiciela OGPU oddziałów tulczyńskiego i łubieńskiego, od 1930 pełnomocnego przedstawiciela OGPU sektora dniepropietrowskiego, zaś od 1932 obwodowego przedstawiciela OGPU. W 1933 został zastępcą szefa oddziału politycznego krasnogradzkiej MTS. W 1935 objął funkcję pełnomocnego przedstawiciela NKWD w obwodzie charkowskim. W grudniu 1936 został zastępcą, zaś w maju 1937 szefem 5 wydziału 4 oddziału UGB NKWD obwodu charkowskiego. Od 1938 stał na czele 4 oddziału I zarządu NKWD. Następnie pełnił funkcję starszego śledczego pionu śledczego NKWD. Na początku sierpnia 1939 objął kierownictwo pionu śledczego NKWD. Od 26 lutego 1940 do 26 lutego 1941 był zastępcą narkoma (ludowego komisarza) spraw wewnętrznych Ukraińskiej Socjalistycznej Republiki Radzieckiej i jednocześnie szefem Zarządu NKWD obwodu lwowskiego. Od 26 lutego 1941 do 29 lipca 1943 pełnił funkcję narkoma spraw wewnętrznych Ukraińskiej SRR. 5 października 1943 został narkomem spraw wewnętrznych Krymskiej ASRR. Od 5 lipca 1945 do 9 września 1946 szefował Zarządem NKWD obwodu krymskiego. 9 lipca 1945 mianowano go generałem lejtnantem. W połowie grudnia 1946 objął funkcję zastępcy szefa do spraw łagrów zarządu budownictwa nr 907. Na początku kwietnia 1948 został szefem zarządu specjalnych łagrów nr 3.
Pod koniec maja 1954 zwolniono go z MWD pod zarzutem niezabezpieczenia we wrześniu 1941 ewakuacji personelu NKWD Ukraińskiej Socjalistycznej Republiki Radzieckiej, w wyniku czego ok. 800 funkcjonariuszy i pracowników NKWD znalazło się w okrążeniu wojsk niemieckich. Następnie do końca listopada 1941 miał mieszkać w okupowanym Charkowie. W lutym 1955 został szefem oddziału transportu samochodowego zakładów „Swiet szachtiora” w Charkowie. Od października 1958 kierował bazą samochodową nr 4 charkowskiego Sownarchoza.

## Odznaczenia
- Order Lenina (26 kwietnia 1940)
- Order Czerwonego Sztandaru (trzykrotnie)
- Order Kutuzowa II klasy (24 lutego 1945)
- Order Czerwonego Sztandaru Pracy (28 listopada 1941)
- Order Czerwonej Gwiazdy (3 listopada 1944)
- Odznaka "Zasłużony Funkcjonariusz NKWD" (4 lutego 1942)

I 7 medali.